# Carex helvola
Carex helvola là một loài thực vật có hoa trong họ Cói. Loài này được Blytt mô tả khoa học đầu tiên năm 1849.